# IMAM Ro.41
IMAM Ro.41 — учебно-тренировочный истребитель производства Италии.
Италия стала одной из немногих европейских государств, принявшей в межвоенный период к эксплуатации в ВВС специализированный тренировочный истребитель. 16 июня 1934 года первый прототип Ro.41 впервые поднялся в воздух. Самолёт оказался удачным — итальянские ВВС к тому времени начали получать новейшие истребители-бипланы FIAT CR.32 со схожими параметрами, поэтому появление Ro.41 оказалось как раз кстати. Военно-воздушные силы заказали два варианта учебного самолёта — одноместный (480 экземпляров) и двухместный (230 экземпляров). Вместе с самолётами фирмы Frattelli-Nardy они составили основу тренировочной авиации Италии. При меньшей мощности двигателя Ro.41 практически не уступал CR.32 в скорости и манёвренности, а в скороподъёмности превосходил его. Рассматривалась возможность применения самолёта фирмы IMAM в качестве обычного истребителя, но на практике это не было сделано — заказ на боевые машины уже был отдан фирме Fiat Aviazione, у которой в разработке находилось ещё несколько модификаций бипланов и вполне перспективный истребитель-моноплан G.50.
И всё же несколько тренировочных Ro.41 было отправлено в Испанию, на помощь националистам генерала Франко. Примерно в течение года их использовали в качестве истребителей ПВО для защиты собственного аэродрома и в середине 1938 года их перевели в учебную эскадрилью. Испанцам Ro.41 тоже понравился, и на вооружении испанских ВВС он оставался до 1950 г.
В самой Италии к моменту подписания перемирия в 1943 году сохранилось как минимум 400 самолётов. Их продолжали использовать обе воюющие стороны, и даже после окончания войны Ro.41 считался вполне приемлемым тренировочным самолётом. В 1949 году фирмой IMAM было построено ещё 13 двухместных и 12 одноместных самолётов этой марки, которые успешно летали в 1950-е гг.

## Тактико-технические характеристики
Источник данных: Ro.41 "Уголок неба"

Технические характеристики
- Экипаж: 1/2
- Длина: 6,90 м
- Размах крыла: 8,81 м
- Высота: 2,68 м
- Площадь крыла: 19,60 м2
- Масса пустого: 1 010 кг
- Нормальная взлётная масса: 1 265 кг
- Масса топлива во внутренних баках: 176 л
- Силовая установка: 1 × воздушных Piaggio P.VII R.C.35
- Мощность двигателей: 1 × 449 л.с. (1 × 335 кВт)
- Воздушный винт: двухлопастный фиксированного шага

Лётные характеристики
- Максимальная скорость: 320 км/ч (на 4000 м)
- Крейсерская скорость: 254 км/ч
- Скорость сваливания: 100 км/ч
- Практическая дальность: 570 км
- Практический потолок: 7 750 м
- Скороподъёмность: 360 м/мин
- Длина разбега: 228 м
- Длина пробега: 130 м

Вооружение
- Стрелково-пушечное: 2 синхронных 7,7-мм пулемёта Breda-SAFAT

## На вооружении
Италия
- Regia Aeronautica
- Aviazione Legionaria 25 самолётов

 Италия
- ВВС Италии оставшиеся IMAM Ro.41 использовались до 1952 года[1]

 Испания
- ВВС испанских националистов (Aviación Nacional)
- Военно-воздушные силы Испании

 Королевство Венгрия
- ВВС Венгрии

 Германия
- Люфтваффе (трофейные итальянские)

## Самолёт в массовой культуре

### В кинематографе
Вероятно, единственное появление Ro.41 в кино — эпизод в итальянском фильме «I Tre Aquilotti» 1942 года.

### В сувенирной и игровой индустрии
Известны модели самолёта, выпускаемые следующими фирмами:
- Planet Models PLT066 + PLT067 1:72
- Dekno Models E-1500 1:72